# Warsow (Wiesenaue)
Warsow ist seit dem 26. Oktober 2003 ein Ortsteil der Gemeinde Wiesenaue (vormals Jahnberge), am Rande des Ländchens Friesack gelegen.

## Ortsname
„Warse“ heißt der Ort noch in seinen ersten urkundlichen Erwähnungen 1541, was als „War ein See“ gedeutet wird und auf seine Lage am Luch hinweist und das Luch als solches sich früher sicherlich wie ein See darbot.

## Nachbarorte
- Vietznitz, Ortsteil der Gemeinde Wiesenaue
- Jahnberge, Ortsteil der Gemeinde Wiesenaue
- Brädikow, Ortsteil der Gemeinde Wiesenaue

## Topografie
Der Ort liegt in einer Höhe von 34 m ü. NHN. Es umfasst eine Fläche von 12 km² und hat bei 121 Einwohnern (Stand: 2016) eine Bevölkerungsdichte von 10 Einwohner/km². Der Ort liegt östlich der Bundesstraße 5 und westlich der Bahnlinie Berlin-Hamburg und ist erreichbar über die Chaussee Friesack-Vietznitz-Wagenitz.

## Verkehr
Warsow ist im Rahmen des ÖPNV durch die Havelbus Linie 661 der HVG mit Friesack und Nauen verbunden.

## Geschichte
Auf Grund der späten urkundlichen Erwähnung im Jahre 1541 lässt sich vermuten, dass Warsow eine Neugründung durch die Familie von Bredow ist, nur liegen keine genauen Unterlagen bzgl. der Herrschaftsverhältnisse vor. Um Aufschluss über die Verhältnisse zu damaliger Zeit zu erhalten, soll die Sage über Ebel von Bredow („Lippel, Lappel, Lippel..“) behilflich sein. Ebel von Bredow soll demnach dem Pfarrer Warsow aus Dankbarkeit geschenkt haben, dieser habe ihn und seine Frau schließlich vor dem Teufel bewahrt. Etwas Wahres muss wohl dran sein an der Sage, schließlich hat ein Mitglied der Familie von Bredow einem Pfarrer aus Dankbarkeit für einen besonders wichtigen geleisteten Dienst das Gut durch Schenkung an die Pfarre übertragen. Ungewöhnlich ist die Ausstattung der Pfarre Friesack mit dem Lande des Ortes Warsow auf jeden Fall.

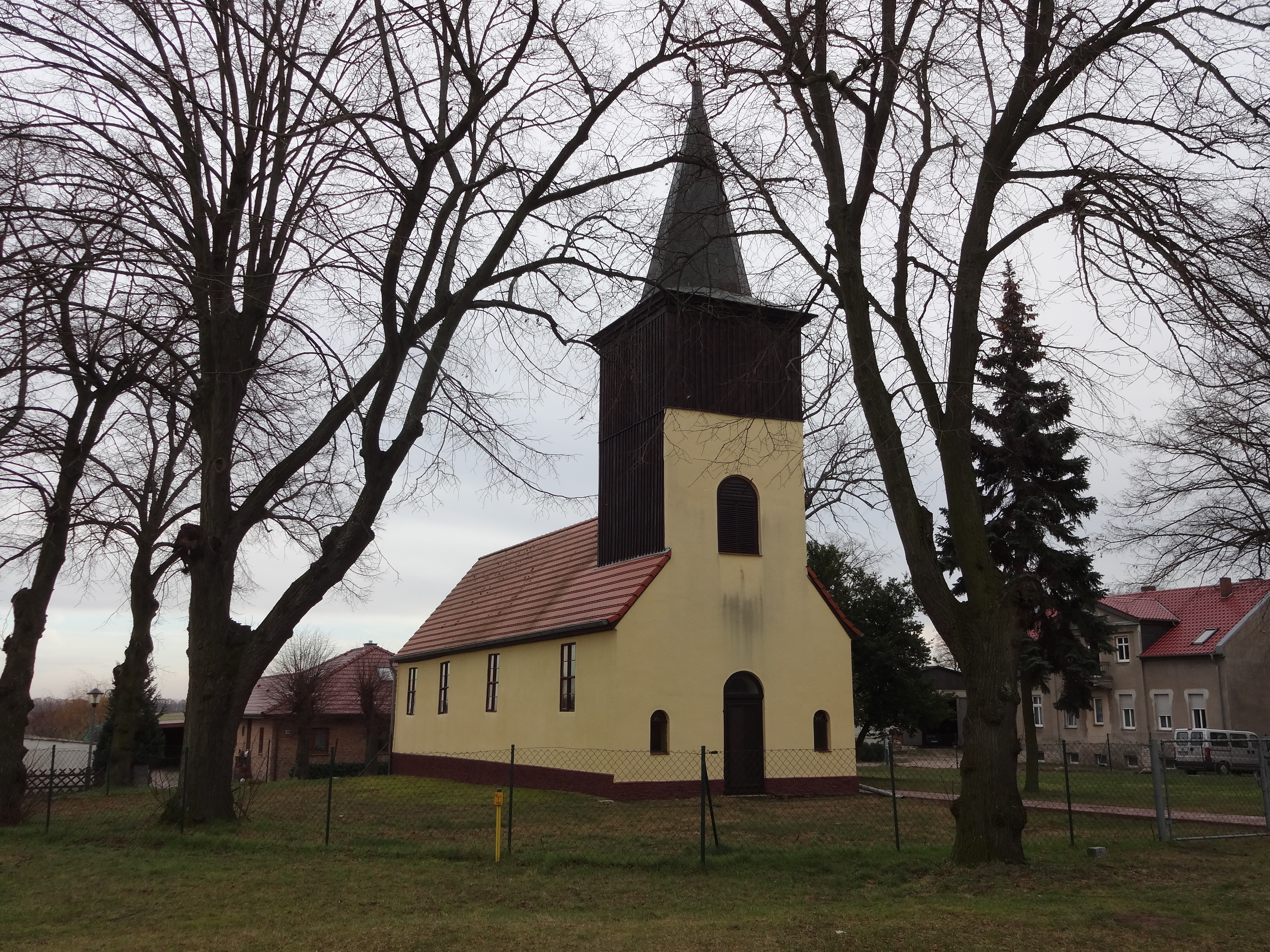
Dorfkirche Warsow

177 Einwohner, darunter ein Lehnschulze, acht Ganzbauern und drei Kossäten und eine Wirtschaftsfläche von 20 Hufe, die dem Pfarrer zu Friesack sein Eigen waren, wurde 1541 über Warsow festgehalten. Patrone waren die von Bredow und aus kirchlicher Sicht war Warsow eine Filial der Pfarre Friesack. 1624 kam ein Laufschmied, ein Hirtenknecht und ein paar Hausleute nach Warsow, die erste erwähnenswerte Änderung nach langer Zeit bzgl. der Einwohner von Warsow. 66 Taler wurden durch den Prediger Paul Teydener 1601 für den Bau der Pfarrei ausgegeben. Da Warsow keinen eigenen Pfarrer hatte und zu Friesack gehörte, mussten sich das Dorf mit 10 Taler an den Kosten beteiligen. 4 Taler musste Vietznitz, 12 Taler Friesack und 40 Taler das Gotteshaus aufbringen. 1635 brannten die samten Gebäude der Pfarrstelle zu Friesack ab und wieder wurden die Kosten für den Wiederaufbau verteilt. Warsow war für den Aufbau der Scheune, Vietznitz für den Aufbau der Stallungen und Friesack für das Wohnhaus zuständig. Für die Beschaffung und die Kosten des Bauholz waren zu je der Hälfte Warsow und Vietznitz verantwortlich. 1675 begaben sich die Warsower sich auf den Weg zum Kirchdorf, sie fingen an für eine eigene Kirche zu sparen. 1683 waren sie am Ziel, die Kirche war fertig und eingeweiht. Ein nüchterner, ganz überputzter Fachwerkbau in Saalform mit einem quadratischen Bretterturm auf dem Westende schmückt nun das Dorf. Doch gespart wurde weiter, 1700 reichten die Ersparnisse für zwei Glocken für die Kirche, eine größere und eine kleinere. 1708 bewirtschaften ein Dreihüfner, zwei Zweieinhalbhüfner, sechs Zweihüfner, ein Kossät und ein Kuhhirte mit Vieh die noch immer 20 Hufe zählende Wirtschaftsfläche des Ortes.
»Aufmerksamkeit verdient eine Aufzeichnung aus dem Jahre 1739: Es sei eine sehr strenger Winter gewesen, so daß sämtliche Weinreben erfroren sind. Es wurde als Wein angebaut.«
Am 15. Juli 1833 brannte es in Vietznitz, ein Mensch kann durch das Feuer ums Leben, ein Schaden von 4860 Talern ist durch das Feuer entstanden. 16 Ortschaften unter anderen Warsow waren an den Löscharbeiten beteiligt. Aber nicht nur an den Löscharbeiten hatte Warsow seinen Beitrag zu leisten. Am 17. Juli 1833 erhielt Warsow per Circulare des königlichen Landrat v.d. Hagen die Weisung unter Strafandrohung bei zu Widersetzung sich mit sechs Zweigespännerwagen nebst den nötigen Aufladern und Gerätschaften zum Aufladen und einem dazugehörigen Aufseher am 22. Juli 1833 morgens um 6:00 Uhr in Vietznitz zum Abfahren des Schuttes von der Brandstelle einzufinden. Die weiteren umliegenden Dörfer erhielten eine ähnliche Weisung, Brädikow hatte neun Zweigespännerwagen, Wagenitz 8 Zweigespännerwagen, Haage acht Zweigespännerwagen, Görne 9 Zweigespännerwagen und Kleßen 5 Zweigespännerwagen nebst Aufladern, Gerätschaften und Aufseher zu stellen. Verantwortlicher für das Abfahren des Schuttes war der Schulze von Pessin Vogeler.
Warsow war stets ein reines Bauerndorf, ohne Gewerbe, Industrie oder Bahnhof. Dies änderte sich auch mit dem Bau der Bahnlinie Berlin-Hamburg (1844–1846) dicht am Ort nicht. Der Bau der Bahnlinie führte aber zu einem Problem für die Warsower Bauern, mit welchem sich der Major von Bredow zu Briesen und Ferdinand Thiemen per Brief am 30. November 1845 sich an den königlichen Landrat Herrn von Bredow in Rathenow wandte. Das Problem waren zwei verschüttet Gräben durch den Bau der Bahnlinie durchs Luch und ein zuständiger Baumeister der Berlin-Hamburger Eisenbahngesellschaft in Friesack der keine Auskunft erteilte. Durch die verschütteten Gräben befürchteten die Unterzeichner könnte es zu großen Schaden im Frühjahr kommen, da das Wasser im Luch nicht ablaufen könne. Eine Antwort durch den königlichen Landrat erhielten die Gemeinden Vietznitz und Warsow am 30. Dezember 1845. Das Antwortschreiben enthielt die Ansetzung eines Ortstermins auf den 13. Januar 1846, über den Termin selbst oder ein etwaiges Ergebnis ist nichts bekannt. 1858 fand neben der Kirche ein kleiner einfacher Holzbau seinen Platz, die Dorfschule. 1860 verzeichnete Warsow drei öffentliche Gebäude, 23 Wohnhäuser und 51 Wirtschaftsgebäude.
1861 setzte sich das Warsower Areal wie folgt zusammen:
1. 1153 Morgen Wiese
2. 834 Morgen Ackerland
3. 10 Morgen Gartenland
4. 200 Morgen Wald
5. 805 Morgen Weide

»Die Grundsteuer betrug 136 Taler. Der Viehbestand war: 188 Rinder, 43 Pferde und 1 Schaf. Die Klassensteuer war in Höhe von 253 Talern und die Gewerbesteuer von 28 Talern festgesetzt. Der zuständige Gerichtsbezirk war zu dieser Zeit in Rathenow.«
Ursprünglich war Warsow ein Rundling mit dem Bau der Straße Vietznitz-Wagenitz 1872 und der Erweiterung 1899/1900 zur Chaussee Friesack-Vietznitz-Wagenitz über Warsow und Brädikow, durch den wirtschaftlichen Aufschwung entwickelte sich Warsow zum Straßendorf. Die Melioration des Havelluches in der ersten Hälfte des 18. Jahrhunderts hatte wenig wirtschaftliche Auswirkungen für Warsow. Erst mit Melioration des Rhinluches, wohin der Kleine Hauptkanal und der Grenzkanal entwässern, machte sich wirtschaftlich bemerkbar und die Einwohnerzahl ab Mitte des 19. Jahrhunderts steigen lässt. Als Zeichen des wirtschaftlichen Aufschwung ist wohl der Abriss der alten Bauernhäuser 1872 und der Neubau der heute noch respektabel wirkenden Bauernhäuser im Dorfkern. Am 21. August 1875 entschloss sich die Gemeinde aus Platzgründen einen neuen Friedhof außerhalb des Dorfes zu schaffen. Das Pfarramt Friesack hatte keine Einwände, da der alte Friedhof im Dorf rings um die Kirche nicht mehr genügend Platz bot. 1888 erhielt die Schule (40 Schüler und ein Lehrer) ein Ziegeldach als eine typische Brandschutzmaßnahme aus dieser Zeit.
1907 gab es in Warsow sieben Bauern – diese bewirtschafteten Flächen zwischen 71 und 184 ha, vier Landwirte – diese bewirtschafteten Flächen zwischen 12 und 26 ha, einen Schmied mit 5 ha, einen Gastwirt mit 13 ha, einen Gemeindevorsteher, einen Bahnwärter und einen Lehrer, die letzteren Drei alle ohne Land. Seit 1913 geben elektrische Lampen ihr künstliches Licht in Warsow ab. 1919 wurde bei einer Besichtigung die Baufälligkeit der Schule festgestellt, Schwellen faulten, tragende Balken waren gebrochen, die Balkenanlage verrutscht. Man beschloss den Neubau der Schule, dieser begann 1921 mit dem Abriss der alten Schule und den Beginn der Bauarbeiten für die neue Schule. Die neue Schule sollte jedoch nicht mehr an der alten Stelle neben der Kirche errichtet werden, man entschloss sich zum Neubau am Sandberg – später wurde das Gebäude als Gemeindeamt genutzt. Der Unterricht fand bis zum bezugsfertigen Abschluss der Schule und des neuen Abort und Stallungen hinter der Schule im Jahre 1923 in der Kirche statt. Zum Zeitpunkt des Bezuges der neuen Schule gab es 27 Schüler. Neun Schweine, neun Pferde und fünfzig Rinder zählte man 1927 in der Gemeinde. Im Februar 1935 gab es für die 23 Schüler der Warsower Schule ein freudiges Ereignis, anlässlich der Begrüßung des Herrn Oberpräsident Kuba vor dem Schulhaus, der mit seinem Stabe durch den Landkreis Westhavelland fuhr, gab es Bonbons und den nächsten Tag schulfrei.
Der Zweite Weltkrieg ging nicht spurlos an Warsow vorbei. Wie schon im Ersten Weltkrieg kündigte sich Hunger und Elend an, da die männlichen Arbeitskräfte in den Krieg mussten und so fehlten. Polnische Zivilarbeiter sollten die fehlenden Arbeitskräfte auf den Höfen ersetzen. Im April 1940 gab es ein Kuriosum in Warsow, Gebirgsjäger hielten eine Übung ab. Aber nicht nur Gebirgsjäger erinnerten die Einwohner daran, dass Krieg herrschte, es fielen auch Bomben, so hinter der damaligen Schule. Menschen und Gebäude wurden aber nicht getroffen.
Im Zuge der Gebietsreform wurde der Brädikower Ortsteil Jahnberge 1952 Ortsteil von Warsow.
Seit dem 26. Oktober 2003 ist Warsow ein Ortsteil der im Zuge der Gemeindegebietsreform des Landes Brandenburg entstandenen Gemeinde Wiesenaue (vormals Jahnberge) im Landkreis Havelland.

### Sage
„Lippel, Lappel, Lippel...“ oder „Nippel, Nepel, wie grot is dien Schepel.“
Dem Teufel soll der Lebenswandel des Ebel von Bredow sehr gefallen haben, schließlich lebte dieser in Saus und Braus. Er lebte etwas über seine Verhältnisse und machte Schulden. Die Schulden wuchsen Ebel über den Kopf und so war er gezwungen mit dem Teufel ein Vertrag zu schließen. Er verkaufte seine schöne junge Frau für einen Scheffel voll Goldstücke an den Teufel, welche er auf dem Rheinsberg bei Landin erhalten sollte. Mit dem Näherrücken des Zahlungstermin bekam Ebel jedoch Bedenken und er hätte gern auf die Abmachung mit dem Teufel verzichtet und seine Frau behalten. In seiner Not und Ratlosigkeit klagte er dem Pfarrer sein Leid. Der Pfarrer hatte eine Idee einen Scheffel mit beweglichem Boden, der im Geheimen gebaut wurde. In der Abenddämmerung des Zahltages gruben Ebel und der Pfarrer ein tiefes Loch auf dem Reinsberg und stellte den Scheffel so über das tiefe Loch, dass es verdeckt war. Punkt Glockenschlag 12 Uhr Mitternacht war der Teufel zur Stelle und schüttete die Goldstücke in den Scheffel, welche ins Loch fielen. Der Teufel füllte immer wieder Goldstücke in den Scheffel und wunderte sich, dass der Scheffel nicht voll wird. Beim Glockenschlag 1:00 Uhr des Kirchturms musste der Teufel unverrichteter Dinge in die Hölle zurückkehren, da seine Macht für diese Nacht gebrochen war und er es nicht geschafft hatte, den Scheffel zu füllen.
»Wütend rief er: „Lippel, Lappel, Nepal - wat hettst fürn groten Scheepel!“ Des Teufels Ärger war so groß, daß er sich von nun an im Havelland nicht mehr sehen ließ. Der Berg, auf dem dieses geschah, heißt heute noch der Teufelsberg.«
Arno Funke alias „Dagobert“ muss die Sage bei seiner Geldübergabe am 19. April 1993 wohl inspiriert haben.

### Demografische Entwicklung
- 1541 - 117 Einwohner[7]
- 1781 - 200 Einwohner[7]
- 1800 - 102 Einwohner[7]
- 1858 - 177 Einwohner[7]
- 1925 - 185 Einwohner[7][8]
- 1933 - 176 Einwohner[8]
- 1946 - 454 Einwohner[7][8]

ab 1952 mit dem Ortsteil Jahnberge
- 1960 - 210 Einwohner, ohne Jahnberge[7]
- 1971 - 321 Einwohner[8]
- 1988 - 149 Einwohner, ohne Jahnberge[7]
- 1990 - 218 Einwohner[8]
- 1992 - 129 Einwohner, ohne Jahnberge[7]
- 1995 - 116 Einwohner bzw. 199 Einwohner, davon 83 im damaligen Ortsteil Jahnberge[7]
- 2002 - 244 Einwohner[8]